# Sát Hợp Đài
Sát Hợp Đài (tiếng Mông Cổ: ᠴᠠᠭᠠᠲᠠᠢ; k. 1183 – 1242) là một hoàng tử của Đế quốc Mông Cổ, con trai thứ của Thành Cát Tư Hãn và chính thất Bột Nhi Thiếp. Ông nổi tiếng vì thông thạo bộ luật truyền khẩu Mông Cổ và là người tuân thủ khắt khe truyền thống tổ tiên, cùng với một tính tình nóng nảy khinh suất. Vì sự cứng nhắc trong cung cách hành xử, đơn cử như việc không chấp nhận phụ hãn truyền ngôi cho anh trai ngoài giá thú Truật Xích, Thành Cát Tư đã gạt bỏ Sát Hợp Đài khỏi tước trữ quân. Dù vậy, ông vẫn là nhân vật cốt cán đảm bảo sự ổn định của đế quốc sau khi phụ hãn qua đời và trong thời gian em trai Oa Khoát Đài trị vì.
Sát Hợp Đài suất lĩnh quân đội Mông Cổ cùng với huynh đệ trong cuộc xâm lược Kim năm 1211 và Khwarazm năm 1219. Tại chiến trường Khwarazm, ông đồng thời đảm nhận vai trò tiếp tế hậu cần và chỉ huy trận tiền, về sau bị chỉ trích vì xung đột với Truật Xích trong cuộc vây hãm Gurganj. Với chiến thắng quyết định của Mông Cổ tại Khwarazm, Sát Hợp Đài được cấp phong vùng Trung Á rộng lớn để cai trị cho đến khi mất. Bình sinh, ông tranh luận với liêu thuộc như Mahmud Yalavach về vấn đề pháp luật và hiến kế cho Oa Khoát Đài về vấn đề trị quốc. Sát Hợp Đài mất ít lâu sau khi em trai băng hà vào năm 1242; hậu duệ của ông sẽ thay nhau cai trị Hãn quốc Sát Hợp Đài trong những thập kỷ kế tiếp.

## Tiểu sử

### Cuộc đời kỳ thủy và tính cách
Thân mẫu của Sát Hợp Đài, Bột Nhi Thiếp, xuất thân từ thị Hoằng Cát Lặt bản địa của dãy Đại Hưng An phía nam sông Ergüne, Nội Mông hiện đại. Bà kết hôn với thủ lĩnh Mông Cổ Thiết Mộc Chân vào k. 1178 sau một cuộc hứa hôn kéo dài 7 năm. Sau khi đẻ đứa con gái đầu lòng tên Hỏa Thần Biệt Cát, Bột Nhi Thiếp bị tộc Miệt Nhi Khất bắt cóc và cưỡng hiếp — không rõ thân thế thực sự của cha đứa bé tên Truật Xích mà bà hạ sinh, song Thiết Mộc Chân coi nó như con đẻ và cưu mang nuôi nó khôn lớn. Sát Hợp Đài, chào đời khoảng cuối năm 1183 hoặc đầu năm 1184, vì vậy có thể là con trai cả thực sự của Thiết Mộc Chân. Ông trưởng thành cùng sáu người em ruột: hai em trai tên Oa Khoát Đài và Đà Lôi, và bốn em gái tên Xà Xà Cán, A Lạt Hải Biệt Cát, Thốc Mãn Luân, và Giả Lập An Độn.
Năm 1206, Mông Cổ thống nhất, Thiết Mộc Chân cho triệu tập đại nghị quý tộc kurultai và lấy hiệu "Thành Cát Tư Hãn". Ông bắt đầu kiến dựng đất nước theo ý mình, chia chác thần dân bị trị cho con cháu và tùy tòng. Sát Hợp Đài được cấp phong đất xung quanh Dãy núi Altai, lãnh thổ cũ của tộc Nãi Man. Ông cũng được cấp cho 4.000–8.000 thần dân, bao gồm thành viên của các tộc Jalayir, Barla, Sulduz, Sonit, và Dughlat. Hai người vợ cả của Sát Hợp Đài, Dã Tốc Luân và Tögen, đều xuất thân từ thị Hoằng Cát Lạt và là những người con gái của anh họ bà Bột Nhi Thiếp tên Qata; Dã Tốc Luân là ái phi của Sát Hợp Đài và là mẹ đẻ của người con trai Mạc Đồ Căn cũng được ông rất quý mến. Những người con trai khác mà ta biết tên bao gồm Mochi Yaba — vốn hạ sinh từ một tì thiếp và vì vậy ít được để ý bởi thân phụ — Balgashi, Sarban, Dã Tốc Mông Kha, và Baidar — những người con mà thân mẫu không rõ tên tuổi.
Sát Hợp Đài được biết là người rất thông thạo luật pháp và tập quán Mông Cổ, nhất là khi nó có liên quan đến ý nguyện của khả hãn. Theo một số nguồn, Thành Cát Tư Hãn đã giao phó cho Sát Hợp Đài và em trai nuôi Thất Cát Hốt Đồ Hốt trông nom bộ luật Yasa. Sử gia trung cổ như Juzjani cho rằng Sát Hợp Đài hết sức khắt khe khi diễn giải bộ luật này và cũng đã để ý đến tính cách khinh suất nóng nảy của ông.

## Hậu duệ
1. Mộc A Thốc Kiền (木阿秃干, tiếng Mông Cổ: ᠮᠡᠷᠭᠡᠨ, Chuyển tự Latinh: Mö'etüken; ? - 1221)
  - Con trai: Bất Lý (不里, tiếng Mông Cổ: ᠪᠦᠷᠢ, chữ Mông Cổ: Бүри; ? - 1252), sau được phong Việt vương, Uy Viễn vương.
2. Mạc Cơ Nhã (莫基雅)
3. Biệt Lợi Hắc Thất (别利黑失)
4. Tát Ban (撒班)
5. Dã Tốc Mông Ca (也速蒙哥)
6. Bối Đạt Nhi (贝达儿)

## Gia phả
|                 |                 |                 |                 |                 |                 |  |  | Yesügei             | Yesügei             | Yesügei             | Yesügei             | Yesügei             | Yesügei             |            |            |                           |                           |                           |                           |                           |                           |  |  | Hoelun      | Hoelun      | Hoelun      | Hoelun      | Hoelun      | Hoelun      |  |  |                         |                         |                         |                         |                         |                         |              |              |                                   |                                   |                                   |                                   |                                   |                                   |        |        |               |               |               |               |               |               |  |  |
|                 |                 |                 |                 |                 |                 |  |  | Yesügei             | Yesügei             | Yesügei             | Yesügei             | Yesügei             | Yesügei             |            |            |                           |                           |                           |                           |                           |                           |  |  | Hoelun      | Hoelun      | Hoelun      | Hoelun      | Hoelun      | Hoelun      |  |  |                         |                         |                         |                         |                         |                         |              |              |                                   |                                   |                                   |                                   |                                   |                                   |        |        |               |               |               |               |               |               |  |  |
|                 |                 |                 |                 |                 |                 |  |  |                     |                     |                     |                     |                     |                     |            |            |                           |                           |                           |                           |                           |                           |  |  |             |             |             |             |             |             |  |  |                         |                         |                         |                         |                         |                         |              |              |                                   |                                   |                                   |                                   |                                   |                                   |        |        |               |               |               |               |               |               |  |  |
|                 |                 |                 |                 |                 |                 |  |  |                     |                     |                     |                     |                     |                     |            |            |                           |                           |                           |                           |                           |                           |  |  |             |             |             |             |             |             |  |  |                         |                         |                         |                         |                         |                         |              |              |                                   |                                   |                                   |                                   |                                   |                                   |        |        |               |               |               |               |               |               |  |  |
| Biệt Lặc Cổ Đài | Biệt Lặc Cổ Đài | Biệt Lặc Cổ Đài | Biệt Lặc Cổ Đài | Biệt Lặc Cổ Đài | Biệt Lặc Cổ Đài |  |  | Biệt Khắc Thiếp Nhi | Biệt Khắc Thiếp Nhi | Biệt Khắc Thiếp Nhi | Biệt Khắc Thiếp Nhi | Biệt Khắc Thiếp Nhi | Biệt Khắc Thiếp Nhi |            |            | Thiết Mộc Ca Oát Xích Cân | Thiết Mộc Ca Oát Xích Cân | Thiết Mộc Ca Oát Xích Cân | Thiết Mộc Ca Oát Xích Cân | Thiết Mộc Ca Oát Xích Cân | Thiết Mộc Ca Oát Xích Cân |  |  | Hợp Xích Ôn | Hợp Xích Ôn | Hợp Xích Ôn | Hợp Xích Ôn | Hợp Xích Ôn | Hợp Xích Ôn |  |  | Chuyết Xích Cáp Tát Nhi | Chuyết Xích Cáp Tát Nhi | Chuyết Xích Cáp Tát Nhi | Chuyết Xích Cáp Tát Nhi | Chuyết Xích Cáp Tát Nhi | Chuyết Xích Cáp Tát Nhi |              |              | Thiết Mộc Chân (Thành Cát Tư Hãn) | Thiết Mộc Chân (Thành Cát Tư Hãn) | Thiết Mộc Chân (Thành Cát Tư Hãn) | Thiết Mộc Chân (Thành Cát Tư Hãn) | Thiết Mộc Chân (Thành Cát Tư Hãn) | Thiết Mộc Chân (Thành Cát Tư Hãn) |        |        | Bột Nhi Thiếp | Bột Nhi Thiếp | Bột Nhi Thiếp | Bột Nhi Thiếp | Bột Nhi Thiếp | Bột Nhi Thiếp |  |  |
| Biệt Lặc Cổ Đài | Biệt Lặc Cổ Đài | Biệt Lặc Cổ Đài | Biệt Lặc Cổ Đài | Biệt Lặc Cổ Đài | Biệt Lặc Cổ Đài |  |  | Biệt Khắc Thiếp Nhi | Biệt Khắc Thiếp Nhi | Biệt Khắc Thiếp Nhi | Biệt Khắc Thiếp Nhi | Biệt Khắc Thiếp Nhi | Biệt Khắc Thiếp Nhi |            |            | Thiết Mộc Ca Oát Xích Cân | Thiết Mộc Ca Oát Xích Cân | Thiết Mộc Ca Oát Xích Cân | Thiết Mộc Ca Oát Xích Cân | Thiết Mộc Ca Oát Xích Cân | Thiết Mộc Ca Oát Xích Cân |  |  | Hợp Xích Ôn | Hợp Xích Ôn | Hợp Xích Ôn | Hợp Xích Ôn | Hợp Xích Ôn | Hợp Xích Ôn |  |  | Chuyết Xích Cáp Tát Nhi | Chuyết Xích Cáp Tát Nhi | Chuyết Xích Cáp Tát Nhi | Chuyết Xích Cáp Tát Nhi | Chuyết Xích Cáp Tát Nhi | Chuyết Xích Cáp Tát Nhi |              |              | Thiết Mộc Chân (Thành Cát Tư Hãn) | Thiết Mộc Chân (Thành Cát Tư Hãn) | Thiết Mộc Chân (Thành Cát Tư Hãn) | Thiết Mộc Chân (Thành Cát Tư Hãn) | Thiết Mộc Chân (Thành Cát Tư Hãn) | Thiết Mộc Chân (Thành Cát Tư Hãn) |        |        | Bột Nhi Thiếp | Bột Nhi Thiếp | Bột Nhi Thiếp | Bột Nhi Thiếp | Bột Nhi Thiếp | Bột Nhi Thiếp |  |  |
|                 |                 |                 |                 |                 |                 |  |  |                     |                     |                     |                     |                     |                     |            |            |                           |                           |                           |                           |                           |                           |  |  |             |             |             |             |             |             |  |  |                         |                         |                         |                         |                         |                         |              |              |                                   |                                   |                                   |                                   |                                   |                                   |        |        |               |               |               |               |               |               |  |  |
|                 |                 |                 |                 |                 |                 |  |  |                     |                     |                     |                     |                     |                     |            |            |                           |                           |                           |                           |                           |                           |  |  |             |             |             |             |             |             |  |  |                         |                         |                         |                         |                         |                         |              |              |                                   |                                   |                                   |                                   |                                   |                                   |        |        |               |               |               |               |               |               |  |  |
|                 |                 |                 |                 |                 |                 |  |  |                     |                     |                     |                     |                     |                     | Truật Xích | Truật Xích | Truật Xích                | Truật Xích                | Truật Xích                | Truật Xích                |                           |                           |  |  | Sát Hợp Đài | Sát Hợp Đài | Sát Hợp Đài | Sát Hợp Đài | Sát Hợp Đài | Sát Hợp Đài |  |  |                         |                         |                         |                         | Oa Khoát Đài            | Oa Khoát Đài            | Oa Khoát Đài | Oa Khoát Đài | Oa Khoát Đài                      | Oa Khoát Đài                      |                                   |                                   |                                   |                                   | Đà Lôi | Đà Lôi | Đà Lôi        | Đà Lôi        | Đà Lôi        | Đà Lôi        |               |               |  |  |